# Fritiof Karlsson
Karl Fritiof Karlsson, född 16 januari 1892 i Nöttja församling, Kronobergs län, död där 9 mars 1984, var en svensk lantbrukare och politiker i Bondeförbundet.
Karlsson var ledamot av Sveriges riksdags första kammare från 1949 i Kronobergs läns och Hallands läns valkrets.